# Art Bears
Art Bears est un groupe de rock britannique. Il est formé en 1978 des cendres de Henry Cow, par Fred Frith (guitare, basse, violon, claviers, xylophone), Chris Cutler (batterie etc.) et Dagmar Krause (chant). C'est avant tout une formation de studio qui n'a effectué qu'une courte tournée en 1979 avec l'aide de Peter Blegvad (basse, guitare, chant) et de Marc Hollander (claviers, clarinettes, saxophones).
Tant par ses compositions que par la nature de ses textes signés Chris Cutler, c'est un groupe phare du courant Rock in Opposition. En 2008, Cutler, Frith et autres forment Art Bears Songbook, un projet associé à Art Bears pour jouer au Festival international de musique actuelle de Victoriaville, au Québec, Canada.

## Biographie
Art Bears est formé pendant l'enregistrment du cinquième album de Henry Cow's en janvier 1978. Des désaccords font surface concernant l'album : Frith, Cutler et Krause préfèrent les morceaux enregistré tels quels, et les autres les préfèrent en version instrumentale. En guise de compromis, Frith, Cutler et Krause s'accordent de publier les morceaux déjà enregistré pour l'album, Hopes and Fears, sous le nom de Art Bears, et le reste de Henry Cow est crédité comme invité. Les instrumentaux apparaissent plus tard dans l'album de Henry Cow Western Culture (1979).
En décembre 1978, Art Bears se joint au Rock in Opposition (RIO), et tourne en Europe en avril et mai 1979. Pour la tournée, ils sont rejoints par Peter Blegvad (ex-Slapp Happy, guitare, basse, chant) et Marc Hollander (de Aksak Maboul, claviers, clarinette). Ils répètent aux Cold Storage Recording Studios de Brixton, avant de partir pour l'Italie à la fin avril. Ils jouent en Europe et participent au RIO le 1er mai à Milan.
Le groupe revient en studio en 1980 pour enregistrer son dernier album, The World as It Is Today (1981), avant de se séparer. En octobre 1983, Frith, Cutler et Krause se réunissent et se joignent au groupe allemand Duck and Cover pour le Berlin Jazz Festival.

### Art Bears Songbook
Un projet associé à Art Bears prend place en mai 2008 pour la 25e édition du Festival international de musique actuelle de Victoriaville au Québec. Il est incarné par Cutler (batterie), Frith (guitare, basse, violon, piano), Jewlia Eisenberg (chant), Carla Kihlstedt (violon, chant), Zeena Parkins (claviers, accordéon), Kristin Slipp (chant) et The Norman Conquest (manipulation sonore),. Krause étant incapable d'y participer, Frith et Cutler décide de retravailler le répertoire du trio en ajoutant la voix d'Eisenberg, Slipp et Kihlstedt.
Un autre concert d'Art Bears Songbook prend place au Rock in Opposition de Carmaux, en France, en septembre 2010. Cette formation est la même que la précédente, sauf pour Krause, qui acceptera de remplacer Eisenberg, qui était tombé malade,.

## Discographie
- 1978 : Hopes and Fears
- 1979 : Winter Songs
- 1979 : Rats and Monkeys / Collapse (7")
- 1981 : The World As It Is Today
- 1981 : Coda To Man & Boy (7")
- 1982 : All Hail (flexy-7")
- 2003 : The Art Box (6 CD - réunit tous les enregistrements du groupe plus des morceaux live et inédits ainsi que de nombreux remixes)